# Plamo-Kyoshiro
Plamo-Kyoshiro (プラモ狂四郎, Puramokyōshirō) fue un manga de 1982 perteneciente a la franquicia Gundam, escrito por Hisashi Yasui e ilustrado por Koichi Yamato. Estuvo en publicación desde el 20 de agosto de 1982 hasta el 17 de diciembre de 1986 en la revista Comic BomBom de la editorial Kodansha, recibiendo eventuales reimpresiones. Esta fue la primera producción de la franquicia Gundam en toda su historia, en exhibir la idea de las batallas con Modelos Plásticos Gundam personalizados.  Esta idea ha demostrado ser un concepto muy poderoso, y ha sido utilizado con posterioridad en otras producciones de la franquicia, tales como Model Suit Gunpla Builders Beginning G, y Gundam Build Fighters.

## Premisa
El manga está dirigido al público de los Plamo-Kyo (プラモ狂, Fanáticos de Los Modelos Plásticos) La historia de Plamo-Kyoshiro narra las hazañas de Shiro Kyoda, un jovencito habitante de la ciudad de Tamiya y estudiante la Escuela Primaria Bandai. Shiro gran entusiasta del Plastimodelismo. y de las Batallas Plamo El sueño de Shiro es convertirse en el representante de Japón en el Torneo Mundial de Simulación y poder luchar en la Batalla de Hobbytopia. En adición a ello, el manga contó con diseños Mecha originales que dieron origen a las series de Mobile Suit Variations y BB Senshi.
Batallas Plamo -Plastic Simulation
En Plamo Kyoshiro, las Batallas Gumpla  son conocidas como Simulación Plamo.  (La palabra Plamo es una contracción de la expresión Plastic Model o sea, Modelo Plástico.
Los jugadores colocan sus modelos en un pequeño domo ubicado en la consola que reproducirá el combate, se ubican en sus asientos y se colocan un casco especial. Al exclamar la frase ¡Simulación Activada!, los jugadores se sumergen en un mundo de realidad virtual. La batalla se reproduce directamente en la mente de los jugadores mientras los espectadores pueden verla en las pantallas de la consola de combate. El daño sufrido por los modelos en la simulación se reproduce de manera real en los modelos a través de pequeños brazos mecánicos y láseres.  Las modificaciones realizadas en los modelos pueden afectar la batalla, como por ejemplo el uso de resortes y otros materiales para las confeccionar las partes. Mientras mejor construido este el modelo este tendrá un mejor desempeño en la simulación.
Para el Torneo Mundial de Simulación, los participantes utilizan un dispositivo conocido como Biochip Controlador Plamo (Biochip Plamo Controller, BCPC). Este dispositivo se encuentra alojado en unas grandes instalaciones conocidas todas como Centro de Simulación Plamo.  Esta es una extensión de la simulación estándar que incluye un biochip adicional. con los datos biométricos del jugador. En esta modalidad, los biochips son ocultados en el interior de los modelos. Para ganar la batalla en esta sistema, el jugador deberá de destruir el biochip oculto en el modelo de su oponente. El sistema de Biochip utiliza poder psíquico y canaliza la energía espiritual del jugador para que así este pueda controlar el modelo, como si el juigador y el modelo fueran un solo ser.

Simulación Plamo

## Producción
Plamo-Kyoshiro fue escrito por Hisashi Yasui e ilustrado por Koichi Yamato. En 1981 La editorial Kodansha había lanzado el primer número de su revista Comic Bom Bom. En ese preciso momento, La editorial estaba planeando lanzar una adaptación en manga de las películas de Mobile Suit Gundam, pero la editorial no pudo conseguir la autorización de Sunrise a tiempo. Como plan alternativo, la editorial se comunicó con Hisashi Yasui para crear una nueva serie. Así fue como surgió Plamo-Kyoshiro.
En 1979 se estrenó Mobile Suit Gundam, la primera serie de la franquicia Gundam. En 1980 La compañía juguetera Bandai comenzó a incursionar por primera vez de la venta de modelos plásticos, un pasatiempo bastante difundido en el mundo, pero que en ese entonces, apenas era conocido en Japón. Para dar a conocer este nuevo producto, Bandai patrocinaba eventos y revistas especializadas en el pasatiempo del Plastimodelismo junto con otras técnicas publicitarias. El Manga de Plamo-Kyoshiro fue creado como una herramienta para darle publicidad a los modelos plásticos que Bandai estaba lanzando al mercado en ese momento. 
La historia del Manga y la idea de las Batallas Plamo, fueron conceptos especialmente diseñados para despertar el interés de los lectores por el pasatiempo del Plastimodelismo y para motivarlos a consumir: En el manga, los personajes aparecen comprando modelos plásticos de robots de la Serie Gundam y de otras de anime famosas (Votoms, Dunbine, Dougram, Vifam, L-Gaim, Xabungle, Baldios) y películas destacadas (Star Wars, El exorcista, Thunderbirds, Blue Thunder)  así como modelos de aviones, tanques y vehículos militares de diversas épocas para usarlos en la simulación. Además, Los personajes aparecen personalizando y creando sus propios modelos originales de Vehículos y Robots. Aparte de esto, se puede ver a los personajes utilizando productos con marcas de empresas dedicadas a la industria del Plastimodelismo y numerosas referencias a empresas, productos y personas famosas relacionadas con este pasatiempo.
En el manga también hicieron aparición, caricaturizados por su puesto, personas famosas relacionadas con el plastimodelismo: Estas fueron Masahiro Oda, Meijin Kawaguchi, Masaya Takahashi y Katsuzo Ozawa. A lo largo del manga estos aparecen enseñándole a Shiro como debe de construir los modelos, cuales materiales usar y cuales técnicas aplicar en la construcción de los mismos. Estas explicaciones están acompañadas de ilustraciones muy detalladas para que los lectores pudieran aprender de forma implícita como armar los modelos.
En épocas recientes la Familia del Señor Hisashi Yasui mencionó que en su momento, se estaba planeando hacer una adaptación animada del manga, debido a la popularidad que este tuvo, pero el Señor Yasui se negó trabajar en la adaptación repetidas veces.

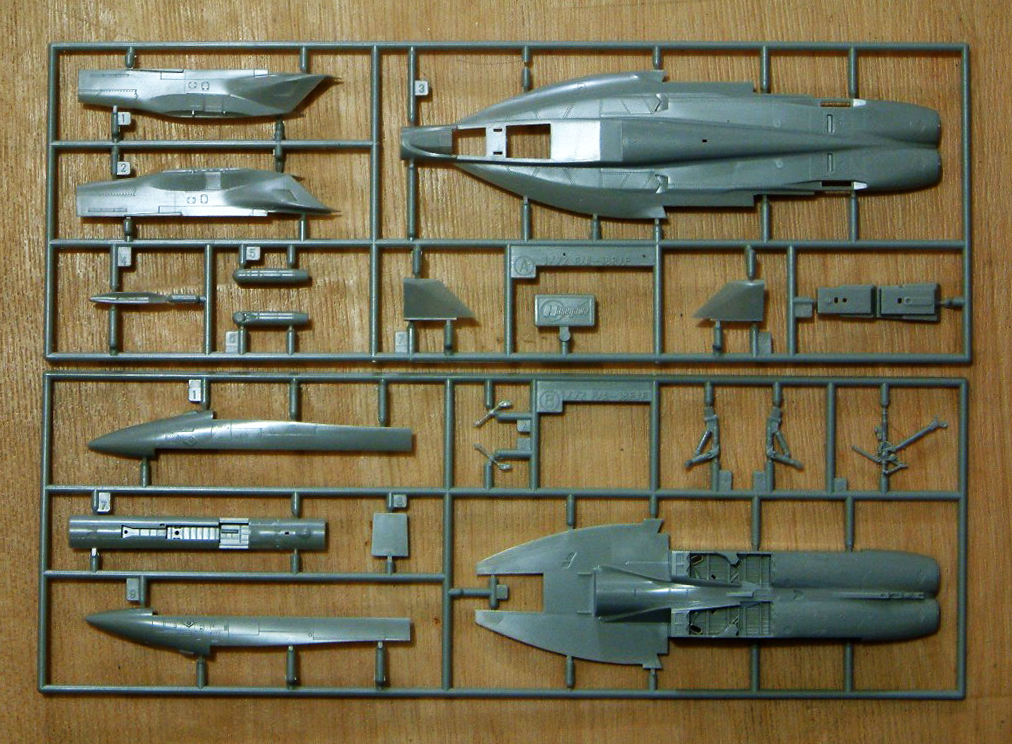
Matriz con las piezas de un modelo de f18 Hornet.
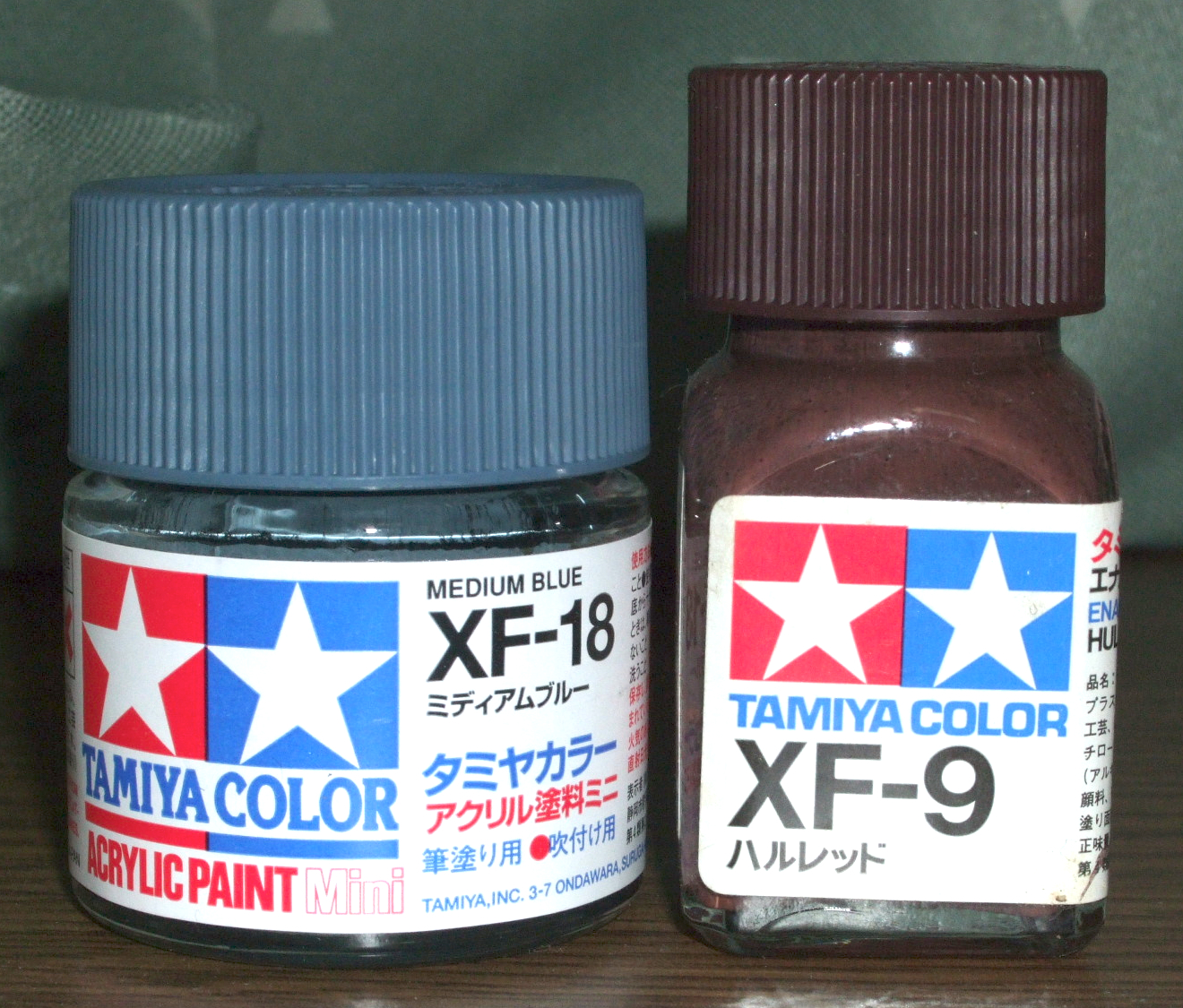
Pinturas para maquetas con el logo Tamiya Inc.Co.
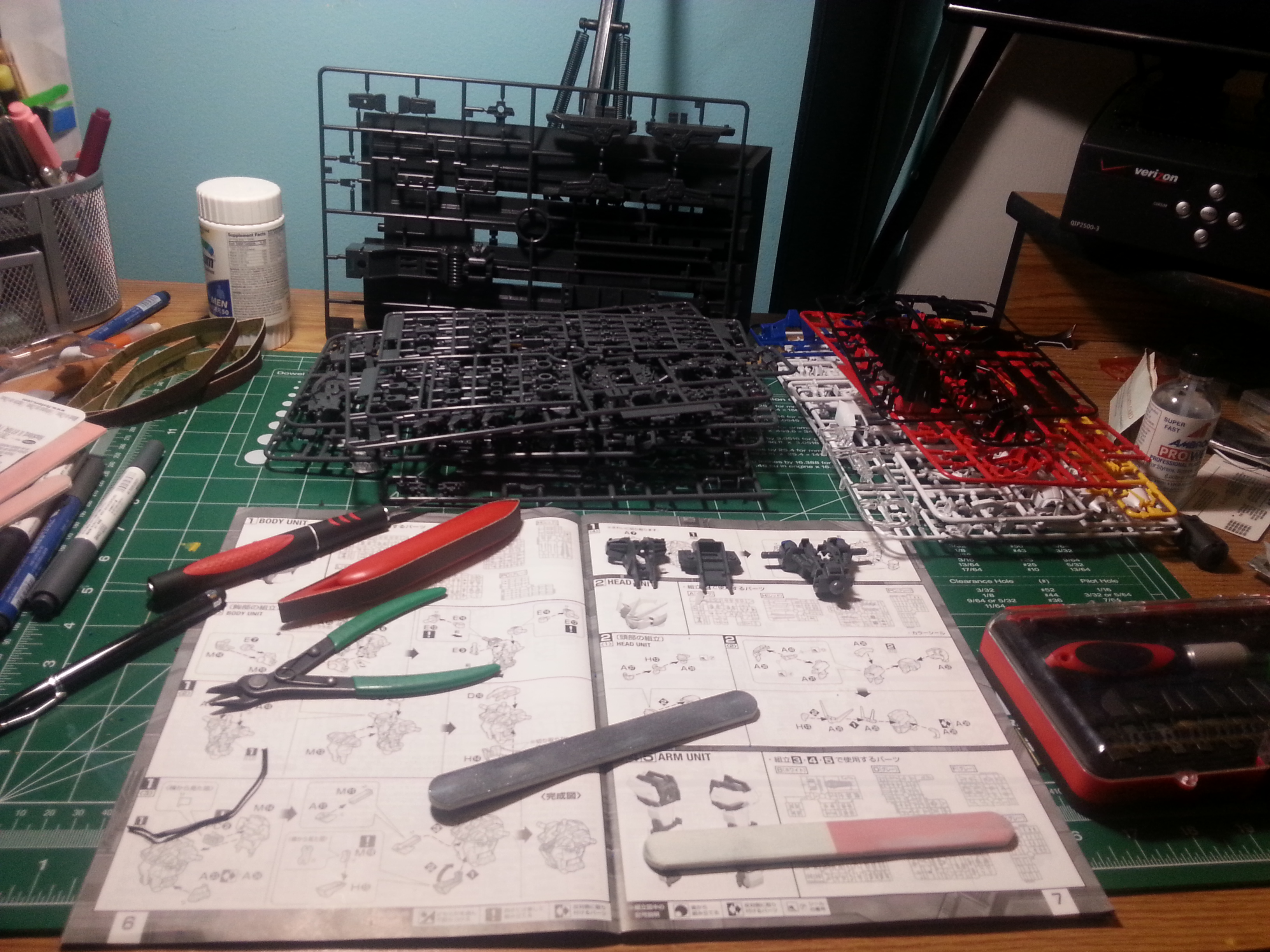
Mesa de Trabajo de un Modelista y herramientas
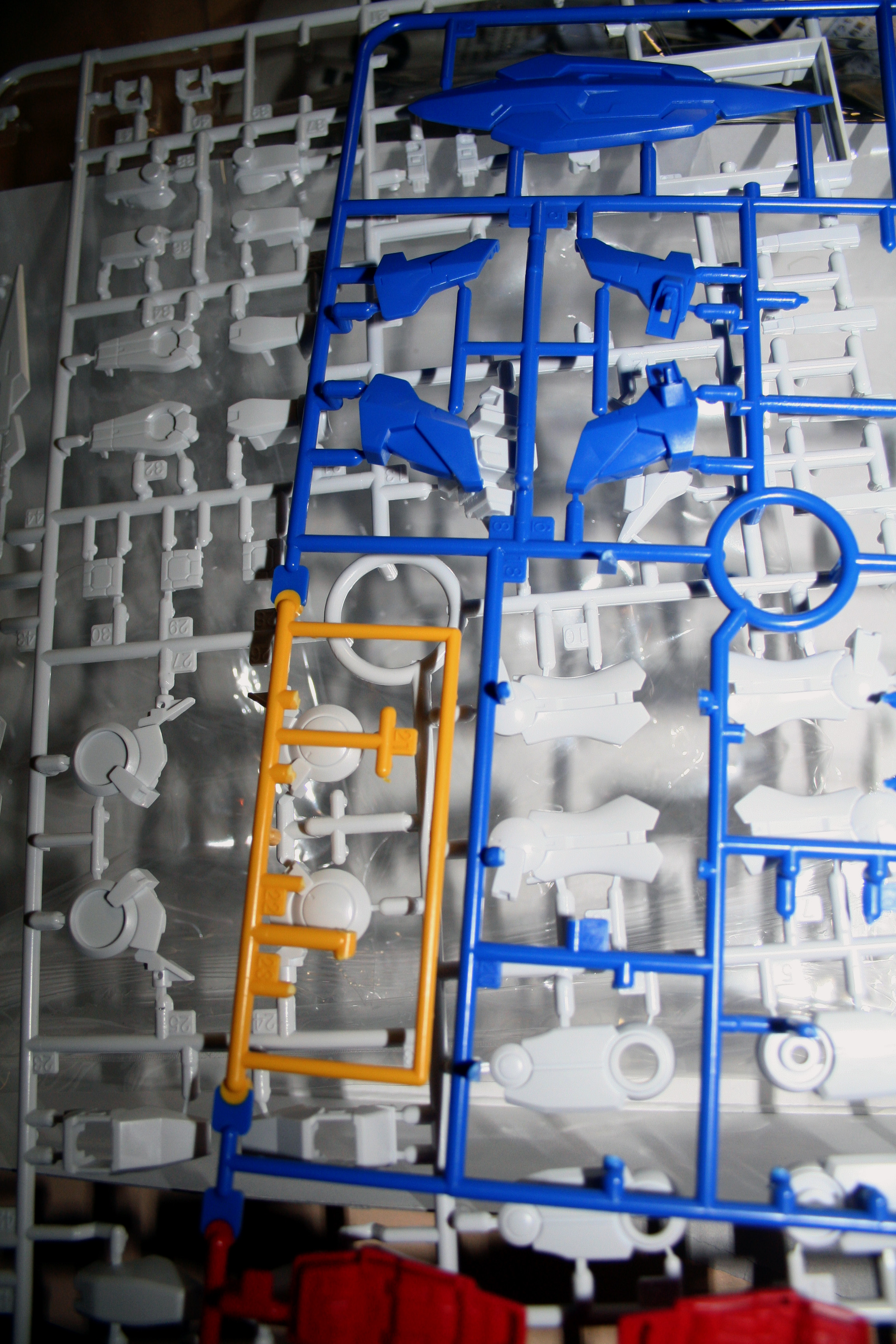
Matrices de un Modelo Gundam

## Medios de Difusión

### Manga
La edición original contó con 15 volúmenes y Estuvo en publicación desde el 20 de agosto de 1982 hasta el 17 de diciembre de 1986 en la revista Comic Bom Bom de la editorial Kodansha. En 1989 se publicó un Volumen Único titulado Plamo-Kyoshiro-Versión Musha Gundam; Este volumen trata acerca del episodio en que el Musha Gundam hizo aparición. En 1990 se lanzó una segunda Edición de 11 volúmenes. En 1999 se publicó una edición Deluxe de 6 volúmenes. Entre 2002 y 2004 se publicó una Versión Económica de 13 volúmenes y en el año 2008 se publicó una edición en rústica de 10 volúmenes. Todas las publicaciones de Plamo-Kyoshiro, desde la original de 1982 hasta la última de 2008 han sido todas publicadas por Kodansha. El manga también ha recibido varias secuelas y derivados:
- Shin Plamo Kyoshiro
- Hyper Senshi Gundam Boy
- Plamo Wars
- Gumpla Koshien
- Gunpla Musashi
- Gumpla Extreme
- Gumpla Builders Beginning G
- Gundam Build Fighters
- Gundam Build Fighters Try

El éxito de Plamo Kyoshiro marco una tendencia al momento de su publicación y varias editoriales quisieron tener un manga sobre batallas de modelos plásticos. Coro Coro Comic lanzó algunos mangas de temática similar tales como Plamo Tensai Esper Taro, 3D Koshien Plamo Daisaku, Majin Eiyuuden Wataruy Majin Kaihatsu Daisakusen, Hobby Boy Hitto-kun fue otro manga que fue publicado en Terebi Magazine (una revista hermana de Comic Bom Bom). No fue un nuevo manga, sino un derivado de Plamo Kyoshiro. el protagonista de esta serie es Hitto Ebara y trata sobre sus batallas de simulación con Plamo con Kyoshiro.

### Anime
Plamo-Kyoshiro nunca ha recibido una adaptación animada, pero existen varias referencias al manga en otras series animadas de la franquicia Gundam: 
- Prácticamente todo el concepto del manga fue usado en el anime Model Suit Gunpla Builders Beginning G, Gundam Build Fighters y Gundam Build Fighters Try
- En Plamo Kyoshiro los jugadores utilizan poder psíquico para controlar los robots como avatares de ellos mismos como si el modelo y el jugador fueran un solo ser. Este concepto fue utilizado como base de Mobile Fighter G Gundam, donde los luchadores manejan a sus robots como a sus cuerpos. El puño encendido de Domon Kashu y el God Gundam con el rostro de Domon son un aspecto tomado del manga.
- El Perfect Gundam apareció en el último episodio de Gundam Build Fighters pilotado por el padre de Sei Iori.
- En Gundam Build Fighters Try, El Musha Gundam aparece en el primer episodio, y el Perfect Gundam 3 Red Warrior aparece a la mitad de la serie. Estas apariciones son un homenaje al manga.
- En Gundam Build Fighters Try, los jugadores pelean en equipos de a tres jugadores. este concepto también fue tomado del manga. en la precuela gundam build fighters, las peleas solo eran de uno a uno.
- * Gundam Build Fighters y Gundam Build Fighters Try El personaje de Tatsuya Yuuki es llamado Honorificamente Meijin Kawaguchi. Esta es una referencia a Katsumi Kawaguchi, El genio del modelismo gundam y ejecutivo de bandai, que también participó en la producción del manga

### Derivados
Serie de Musha Gundam
Los Musha Gundam (武者 頑駄無 Musha Gandamu?) son robots Gundam vestidos como samurái, ninja, y de otros guerreros feudales japoneses. El Musha Gundam nació en el manga "Plamo Kyoshiro" (プラモ狂四郎).  El Musha Gundam es un modelo Gundam Original creado por KyoShiro (el protagonista) como un SD Gundam  para una pelea contra Shigeru, (antagonista). El diseño original del Musha Gundam fue creado por Koichi Yamato y Yasui Hisashi. El Musha Gundam ha dado lugar a una Sub-franquicia de Gundam exitosa y es la más extensa de la serie de Gundam SD

### Juegos
Shiro Kyoda y su robot más emblemático, el Perfect Gundam, han hecho Aparición en varios Videojuegos. 
Serie de SD Gundam G Generation
- SD Gundam G Generation F (PlayStation)
- SD Gundam G Generation F-IF (PlayStation)
- SD Gundam G Generation NEO (PlayStation 2)
- SD Gundam G Generation SEED (PlayStation 2)

Serie de Another Century's Episode
- Another Centurys Episode 3 THE FINAL (PS3)

Serie de Gundam Extreme Vs.
- Gundam Extreme Vs. Full Boost
- Gundam Extreme Vs. Maxi Boost

Serie de Gundam War
- Gundam War :Juego de Cartas Coleccionables

### Productos Relacionados
SD Gundam Cloth Musha MKII
SD Gundam Cloth es una pequeña serie de figuras que combina personajes de Gundam en forma SD  con armaduras con la forma de sus robots más icónicos. La serie contó con 7 figuras. La figura número Siete es la de Shiro Kyoda y puede versitse con las piezas del Musha Gundam MK II. Estas figuras fueron introducidas en 1989.
1/100 MG Perfect Gundam
Este es un modelo plástico Gunpla versión Master Grade (MG) del Perfect Gundam (パーフェクトガンダム, Pāfekuto Gandamu), el primer modelo plástico que Shiro modificó. Este modelo fue lanzado al mercado en el año 2003. El modelo incluye una pequeña estatua de Shiro a escala 1/20 y algunas ilustraciones del manga relacionadas con el modelo.
Plamo-Kyoshiro Tamashii
Plamo-Kyoshiro Tamashii (プラモ狂四郎魂) es una pequeña línea de figuras lanzada por Bandai en 2004. La Línea está compuesta por 5 figuras: El Perfect Gundam, Perfect Gundam III , Musha Gundam, Perfect Zeong, y una figura de Shiro Kyoda sentado en su silla de simulación. la figura de Shiro incluye dos cabezas para colocar: una con su gorra puesta y otra con el casco.
Kyoshiro Maniax Mini Figures Vol.1 & 2
Gundam Fix Figuration
Gundam Fix Figuration (abreviado como G.F.F.) es una serie de figuras coleccionables fabricadas por Bandai basadas en el libro de ilustraciones  Gundam Fix, Autoría de Hajime Katoki. Estas figuras son muy detalladas e incluyen gran variedad de accesorios. Solo dos Robots del Manga Plamo-Kyoshiro recibieron su versión en Gundam Fix: El Perfect Gundam y el Perfect Gundam III Red Warrior.
| G.F.F # | Modelo                   | Transformable En | Lanzamiento       | Notas |
| ------- | ------------------------ | ---------------- | ----------------- | --- |
| #0002   | PF-78-1 "Perfect Gundam" |                  | Marzo de 2001     | Tiene las marcas del federación, no las marcas de Shiro Kyoda.                                                                                          |
| #0037   | PF-78-1 "Perfect Gundam" |                  | Noviembre de 2007 | Una versión de mayor detalle del # 0002 en un esquema de color ligeramente diferente y marcas adicionales. Ahora incluye un "sistema de marco interno". |
| #0040   | Red Warrior              |                  | Noviembre de 2008 | |

## Plamo(Mobile Suits)

Iniciales de Shiro Kyoda. Shiro le coloca este Símbolo a todos los modelos creados por el.

### Facción de Shiro
- RX78-2 Gundam
- PF-78-1 Perfect Gundam
- PF-178 Perfect Gundam II
- PF-78-3 Perfect Gundam III Red Warrior (Ilustración Original)
- Musha Gundam
- Musha Gundam Mk.II
- Musha Zeta Gundam
- Devil Gundam Bloody Mary (Versión Katoki en la imagen)
- FA-78-1 Gundam Full Armor Type
- Guncarrier Suit (Versión Katoki en la imagen)
- FA-78-2 Heavy Gundam
- Msz-006 Original Zeta Gundam
- Perfect Zeong Mk-II
- Dokuro Type Zaku
- Mobile Animal
- Mobile Trooper
- ATM-09-ST Scopedog

### Facción Rival
- Perfect MSN-02 ZEONG
- Yamanobe Zaku
- MS-06R High Mobility Type Zaku II
- Perfect Zaku
- Semi Armored Gundam
- God Tiger
- Plastic Model Genie
- Bloody Mary (Devil Gundam)
- Wooden Gundam
- Zombie coalescence Omoroido
- Mobile Trooper
- Perfect MSN-02 ZEONG Mk-II
- ΖΖΖ (triple zeta) Gundam
- Skull type Zaku

### Máquinas/Robots de Otras Series
- ATM-09-ST Scopedog (Armored Trooper VOTOMS)
- Dunbine y Billbine (Aura Battler Dunbine)
- Vifam (Space Castaway Vifam)
- L-Gaim Mk-II (Heavy Metal L-Gaim)
- Xabungle (Combat Mecha Xabungle)
- The Mole (Thunderbirds )
- Baldios (Space Warrior Baldios)
- Dougram (Fang of the Sun Dougram)
- God Tiger
- Helicóptero Blue Thunder (Blue Thunder)
- X Wing Starfighter (Star Wars)
- Perfect Combat Vehicle
- Plamo Majin
- Autopilot Tank
- Pazuzu (El Exorcista)
- Alien (Alien: el octavo pasajero)